# Combas
Combas là một xã trong tỉnh Gard thuộc vùng Occitanie, phía nam nước Pháp. Xã Combas nằm ở khu vực có độ cao trung bình 103 mét trên mực nước biển.